# 库勒夫尔
库勒夫尔（法語：Couleuvre，法語發音：[kulœvʁ]）是法国阿列省的一个市镇，位于该省北部偏西，属于穆兰区。

## 地理
库勒夫尔（46°40'20"N, 2°54'27"E）面积53.83 平方千米，位于法国奥弗涅-罗讷-阿尔卑斯大区阿列省，该省份为法国中部省份，北起涅夫勒省、西北接谢尔省，西南至克勒兹省，南至多姆山省，东南临卢瓦尔省，东临索恩-卢瓦尔省。
与库勒夫尔接壤的市镇（或旧市镇、城区）包括：塞里伊、伊勒和巴尔代、吕尔西莱维、普济-梅桑日、圣普莱西尔、特讷耶、瓦利尼。

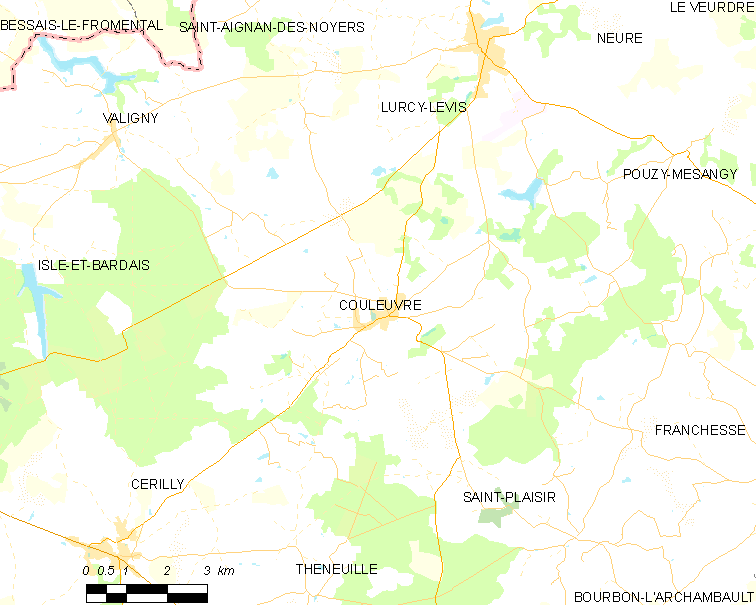
库勒夫尔的OSM定位图

库勒夫尔的时区为UTC+01:00、UTC+02:00（夏令时）。

## 行政
库勒夫尔的邮政编码为03320，INSEE市镇编码为03087。

## 政治
库勒夫尔所属的省级选区为波旁拉尔尚博县。

## 人口

1962-2008年间库勒夫尔人口变化图示

库勒夫尔于2022年1月1日时的人口数量为592人。